# IC 1338
IC 1338 ist eine  Balken-Spiralgalaxie vom Hubble-Typ SB im Sternbild Steinbock auf der Ekliptik. Sie ist schätzungsweise 424 Millionen Lichtjahre von der Milchstraße entfernt und hat einen Durchmesser von etwa 85.000 Lichtjahren.

Im selben Himmelsareal befinden sich u. a. die Galaxien IC 1335 und IC 1337.
Das Objekt wurde am 26. August 1892 von Stéphane Javelle entdeckt.